# Falkirki kerék
A Falkirki kerék (angolul Falkirk Wheel) a Falkirk és Edinburgh között húzódó Union-csatornát, valamint a Falkirk és Glasgow közötti Forth- és Clyde-csatornát összekötő hajólift. A látványos szerkezet megépítése 20 millió angol fontba került.

## Építésének előzményei
A két vízszintsík 24 méteres magasságkülönbsége nem tette lehetővé többlépcsős zsiliprendszer kialakítását, mert ez a meredekség miatt sokkal költségesebb és bonyolultabb kivitelezési feladat lett volna. A megoldást egy 35 méter átmérőjű forgókerék jelentette. Másodlagos, de talán tervezett haszon, hogy a két csatorna ily módon történő összekötése valódi turistalátványossággá tette a hajóforgalmat Edinburgh és Glasgow között. A 2002. május 24-i megnyitást követő 5 hónapban – a várakozásokat messze felülmúlva – 230 ezren voltak kíváncsiak az új szerkezetre.

## Működése

A Falkirki kerék mozgása (gyorsított felvétel)

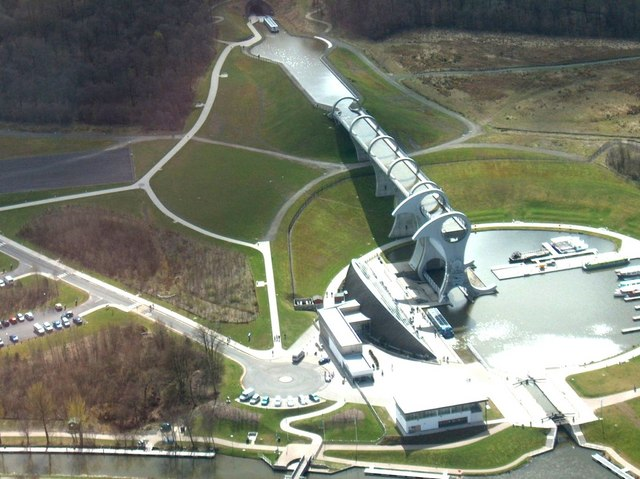
Légi fotó

A kerék kialakítása a kelta folklórból ismert kétfejű baltára emlékeztet. A központi tengelytől 15-15 méterre kinyúló karok két teli süllyesztőszekrényt tartanak, melyekbe egyenként 302 tonna víz fér. A két szekrény mindig azonos terhet visel, a szállított hajók tömegétől függetlenül, hiszen mint Arkhimédész törvényéből tudjuk, a hajók a saját tömegüknek megfelelő vizet kiszorítják a szekrényből. Tehát a kerék két karja mindig egyensúlyban van, ez teszi lehetővé, hogy a szerkezet 4 perc alatt megtegye útját, és elvégezze a 180°-os fordulatot. A 22,5 kW összteljesítményű motorok képesek csupán 1,5 kWh energia felhasználásával elforgatni a kereket. Ez az energiamennyiség hozzávetőlegesen 8 teáskanna víz felforralásához lenne elegendő.
Az elfordulást egy négyméteres csapágy segíti, ami egyrészt a kerék tengelyéhez van rögzítve, másrészt a külső gyűrűje a pilléralapozással készült talapzathoz csatlakoztatva. A tengelyt tíz elektromotor hajtja, melyek a tengely gépház felőli oldalán csatlakoznak a belső gyűrűhöz. A tíz elektromos motor egy-egy hidraulikus szivattyút működtet, amik a hidraulikus motorhoz vannak kapcsolva, és percenként 1/8 fordulatot végeznek a keréken. Ahhoz, hogy a szekrények vízszintben maradjanak, ugyanolyan sebességgel kell fordulniuk, mint a keréknek, csak ellentétes irányban. A szekrények mindkét végén található egy-egy fogaskerék, ami a karok végén lévő 8 méter átmérőjű lyuk belső felén fut, ezzel teszi lehetővé azok szabad mozgását, pontosabban elfordulását. A központi tengelyt forgató és a szekrényeket befogadó nyílás belső felén futó fogaskerekek között található áttétel biztosítja, hogy a kerekek mindig azonos sebességgel, de ellentétes irányba forduljanak el. Az alsó csatornában, a kerék alatti részen található elkülönített száraz aknából szivattyúk segítségével távolítják el a vizet; ez azt a célt szolgálja, hogy a forduló karoknak ne kelljen a vízbe merülniük. Ez esetben ugyanis a víz ellenállása miatt nagyobb energia felhasználására lenne szükség a kerék forgatásához, sőt a lendületből is jelentős mértékben veszítene, amikor az alsó szekrény a vízbe ér. A magasabban fekvő Union-csatorna elvezetése a kerékhez egy külön lábakon álló 150 méteres csatornaszakasz megépítését igényelte.

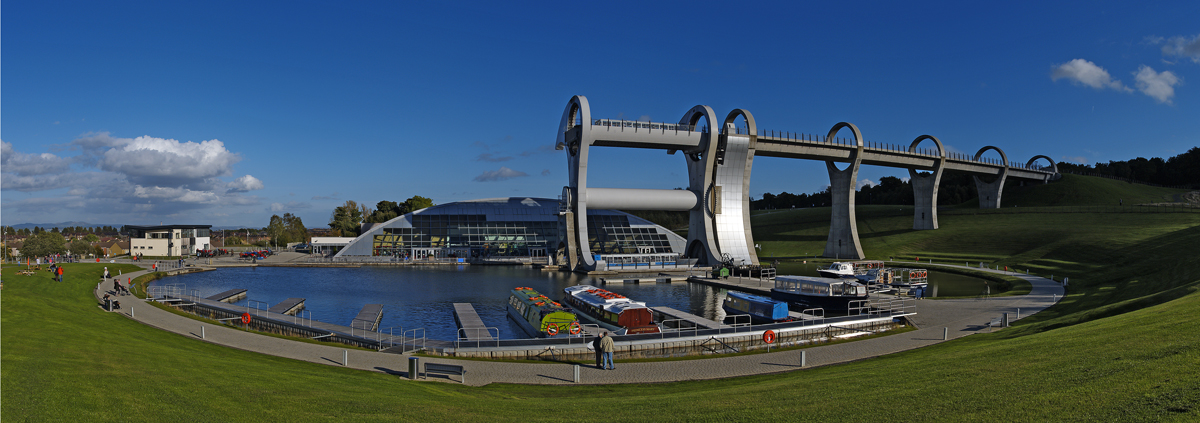
Panoráma